# 3 Szkolny Pułk Czołgów
3 szkolny pułk czołgów – szkolny oddział wojsk pancernych ludowego Wojska Polskiego.
Pułk sformowany został 7 maja 1944 na mocy rozkazu nr 05 dowódcy Armii Polskiej w ZSRR. Jego zalążkiem były kursy specjalistów czołgowych organizowane przy 1 pułku czołgów. Zajęcia na kursach rozpoczęto 15 czerwca 1943. Pierwsza promocja oficerów miała miejsce we wrześniu 1943. Następnie kursy przesunięto w rejon Sum. W związku z rozpoczęciem formowania 1 Korpusu Pancernego dotychczasowe kursy specjalistów czołgowych zostały przekształcone zostały w szkolny pułk czołgów z siedzibą w Berdyczowie. We wrześniu 1944 pułk przybył do kraju, gdzie szkolił około 20 specjalności: dowódców i załogi czołgów oraz dział pancernych wszystkich typów będących na uzbrojeniu ludowego WP.
W dniu zakończenia wojny pułk liczył 2177 ludzi. W 1945 pułk przedyslokowano do Modlina, gdzie po zakończeniu wojny nadal szkolił czołgistów w systemie pokojowym. W 1947 jednostka otrzymała sztandar ufundowany przez społeczeństwo ziemi płońskiej.

## Skład etatowy
- dowództwo i sztab

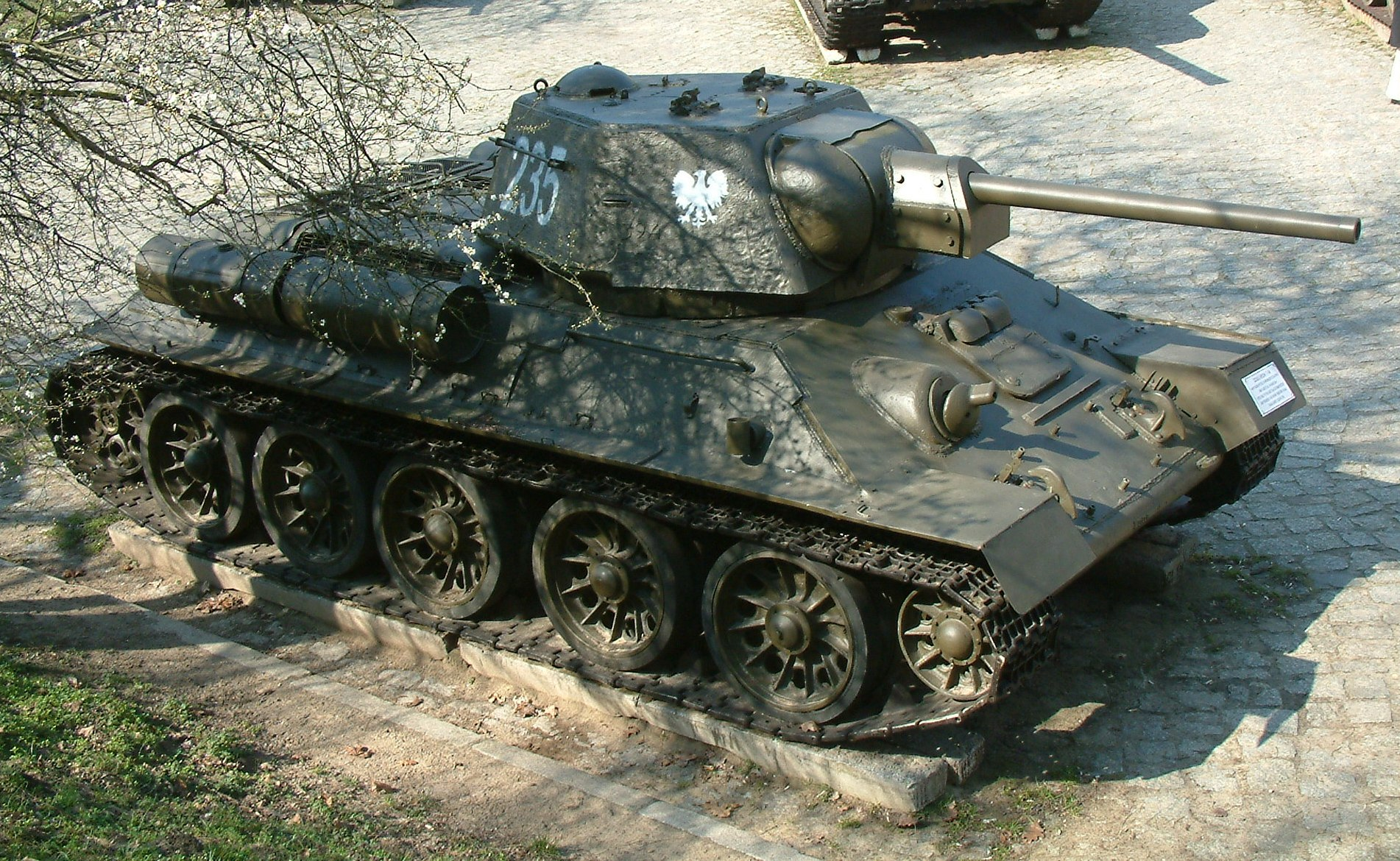
T-34/76 czołg podstawowy 2 pułku czołgów

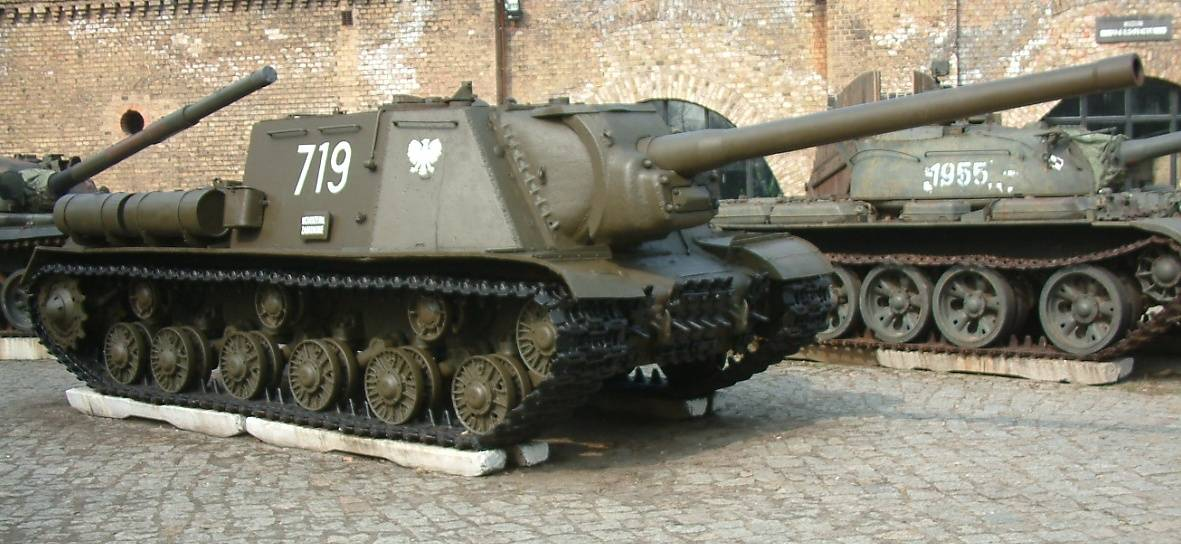
Działo pancerne ISU-122

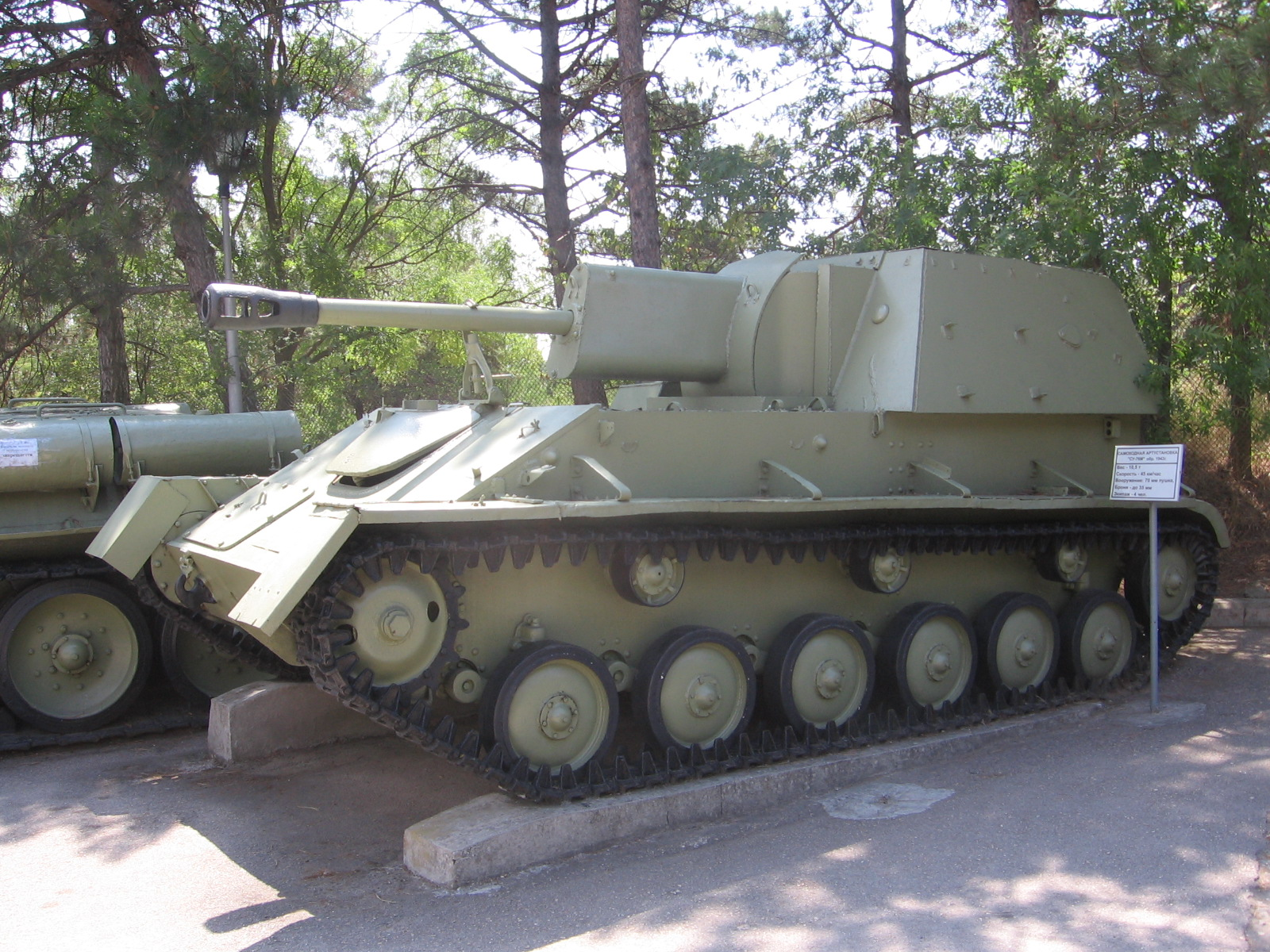
działo pancerne SU-76

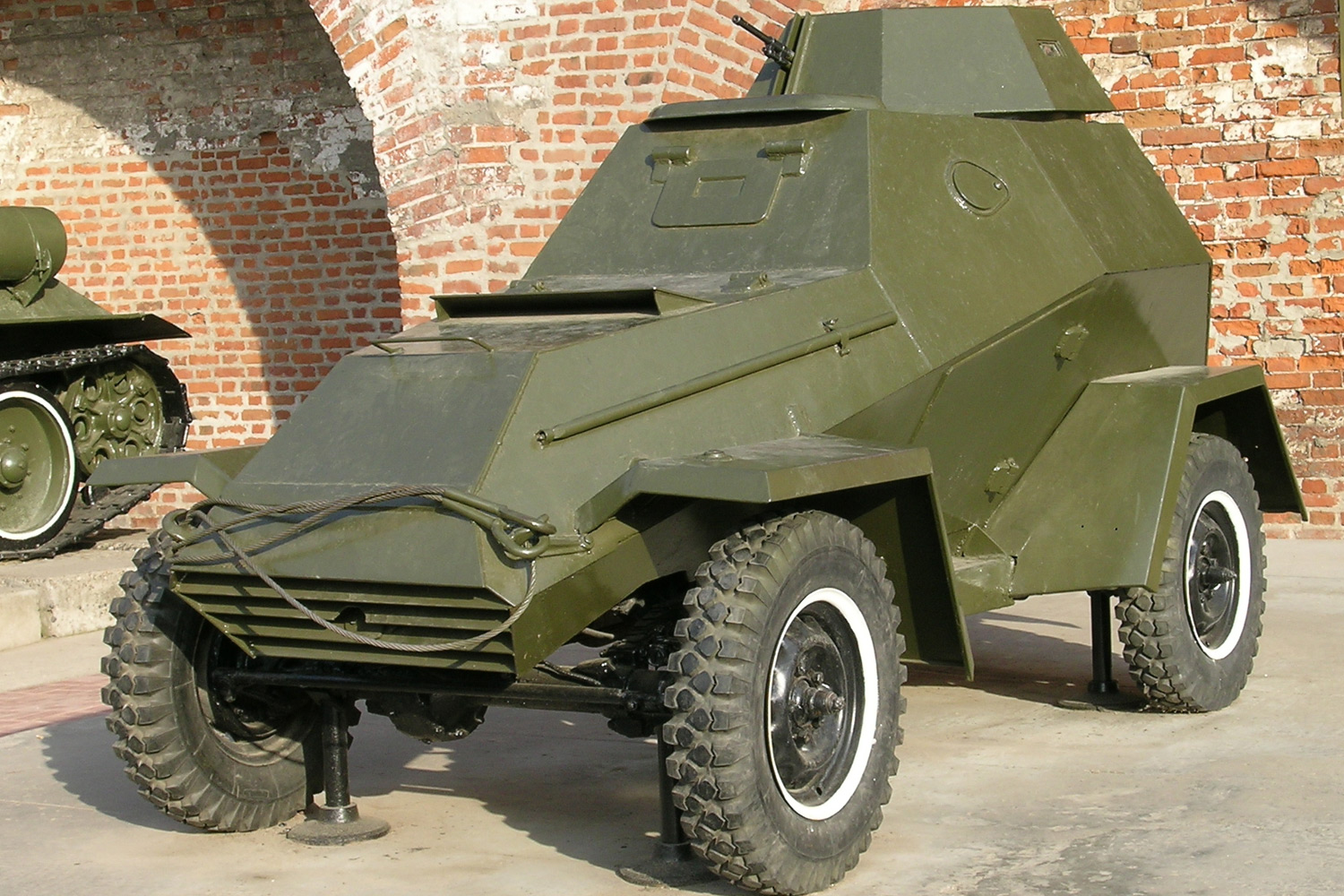
Samochód pancerny dowództwa BA-64

- 1 batalion czołgów (mechaników-kierowców)
- 2 batalion czołgów (celowniczych)
- 3 batalion czołgów (strzelców -radiotelegrafistów)
- 4 batalion samochodów pancernych

inne jednostki szkolne:
- dywizjon artylerii
- kompania łączności
- kompania saperów
- pluton chemiczny
- batalion zabezpieczenia

Zgodnie z etatem stan stały pułku liczyć miał 550 żołnierzy, w tym 214 oficerów, 287 podoficerów i 49 szeregowców oraz 49 pracowników kontraktowych, natomiast stan zmienny – 1.850 kursantów.
Na uzbrojeniu pułku znajdowały się wozy bojowe i inne pojazdy mechaniczne:
- czołg IS – 1
- czołgi T-34 – 26
- czołgi T-70 – 14
- działa samobieżne SU-76 – 3
- działa samobieżne SU-85 – 5
- działa samobieżne SU-152 – 2
- działo samobieżne ISU-122 – 1
- samochody pancerne BA-64 – 2
- transportery opancerzone Mk-1 – 2
- transportery opancerzone M-391 – 2

oraz sprzęt artyleryjski:
- 82 mm moździerze – 3
- 120 mm moździerze – 3
- 45 mm armaty ppanc – 3
- 76 mm armaty ppanc – 3
- 37 mm armaty plot – 3
- wyrzutnie rakietowe M-8 – 2

## Żołnierze pułku
- Leszek Kozłowski
- Edward Poradko